# Дьяконов, Михаил Александрович
Михаи́л Алекса́ндрович Дья́конов (31 декабря 1855 (12 января 1856), Екатеринбург — 10 августа 1919, Петроград) — русский историк права, заслуженный профессор, ординарный академик Петербургской академии (1912). Действительный статский советник (с 1908). Член Государственного совета по выборам от Академии наук и императорских университетов (1917).

## Биография
Родился 31 декабря 1855 (12 января 1856) года, учился в Екатеринбургской и Пермской гимназиях. В 1881 году окончил юридический факультет Императорского Санкт-Петербургского университета. Был доцентом, затем экстраординарным профессором истории русского права в Дерптском университете.
В 1889 году защитил магистерскую диссертацию «Власть московских государей». В 1900 году в Санкт-Петербургском университете защитил диссертацию на степень доктора «Очерки из истории сельского населения в Московском государстве (XVI—XVII вв.)». В 1905 году был избран ординарным профессором кафедры истории русского права в Петербургском политехническом институте. С 1907 года преподавал в Санкт-Петербургском университете, пока в 1912 году не отказался от чтения лекций вследствие болезни. Также Дьяконов проводил частные юридические курсы при женской гимназии М. Н. Стоюниной и преподавал в 1906—1916 годах русское право на Бестужевских курсах.
Адъюнкт по Историко-филологическому отделению (история и древности русские) Петербургской Академии наук с 3 сентября 1905 года, экстраординарный академик с 10 января 1909 года, ординарный академик с 1 июля 1912 года. В 1918—1919 годах работал в Библиотеке РАН библиотекарем II отделения.
Михаил Александрович Дьяконов скончался в 1919 году от истощения и был похоронен на Смоленском православном кладбище. Его дочь Наталия (1891—1973) известна как первая в России женщина-ориенталист; она вышла замуж за академика В. М. Алексеева.

## Научная деятельность
Магистерская диссертация «Власть московских государей» (СПб., 1889) является одним из основных в нашей историко-юридической литературе трудов по истории политических идей и теории верховной власти в Древней Руси. Подробный критический разбор этого труда дан по поручению академии профессором С. М. Шпилевским, в «Отчете о 33-м присуждении наград графа Уварова».
Последующие труды Дьяконова сосредоточились на истории тяглого населения Московской Руси. Результатом исследований в этой области был сначала ряд отдельных этюдов, напечатанных в «Журнале Министерства Народного Просвещения»: «К истории крестьянского прикрепления» (1893, № 6), «Половники поморских уездов» (1895, № 5), «Бобыли XVI—XVII веков» (1896, № 4), «Задворные люди» (1897, № 12). Все эти этюды, дополненные новыми исследованиями, составили докторскую диссертацию «Очерки из истории сельского населения в Московском государстве» (СПб., 1898). Приложением к этому исследованию являются «Акты, относящиеся к истории тяглого населения в Московском государстве» (2-й выпуск, Юрьев, 1895 и 1897), содержащие новый и ценный архивный материал. Дьяконов выступал критиком некоторых крупных произведений историко-юридической литературы (рецензии на сочинения: И. Я. Гурлянда «О ямской гоньбе», В. И. Сергеевича «Древности русского права», т. III, Ю. В. Готье «Замосковный Край» и др.).
Последний большой труд М. А. Дьяконова: «Очерки общественного и государственного строя Древней Руси до конца XVII века» (Юрьев, 1907; 4-е издание, СПб., 1912) представлял обработку общего курса истории русского права, читавшегося в высших учебных заведениях дореволюционной России.
Одним из ответственных редакторов «Русского исторического журнала».

## Основные труды
- Власть московских государей: Очерк из истории полит. идей древ. Руси до конца XVI в. / [Соч.] М. Дьяконова. — Санкт-Петербург: тип. И. Н. Скороходова, 1889. — VI, 224 с.
- Кто был первый великий князь всея Руси // «Библиограф», 1889, № 1.
- Беседа преподобных Сергия и Германа, валаамских чудотворцев: апокрифический памятник XVIв.: [текст по рукописи Имп. Публ. б-ки, Погодин. собр., № 1111] / [введ. В. Дружинина, М. Дьяконова]. — СПб.: Тип. И. Н. Скороходова, 1889. — XXIII, 32 с. — На обл. год изд.: 1890.
- К истории церковно-государственных отношений в древней Руси // «Историческое Обозрение», т. III.
- К истории крестьянского прикрепления. — С.-Петербург: Тип. В. С. Балашева, 1893. — 46 с..
- Дополнительные сведения о московских реформах половины XVI в. // Журнал Министерства народного просвещения, 1894, № 4
- Городовые приказчики. Очерк из истории местного управления в Московском государстве // Журнал Министерства народного просвещения, 1900, № 1
- Акты, относящиеся к истории тяглого населения в Московском государстве (вып. 1: «Крестьянские порядные», Юрьев, 1895; вып. 2: «Грамоты и записи», ib., 1897)
- «Заповедные лета» и «старина» // Сборник статей по истории права, посвященный М. Ф. Владимирскому-Буданову его учениками и почитателями / Под ред. М. Н. Ясинского. — Киев: тип. С. В. Кульженко, 1904. — 15 с.
- Выдающийся русский публицист XVIII века // Вестник права. № 7. СПб., 1904. С.11—12.
- Избрание Михаила Федоровича на царство. — Санкт-Петербург: тип. Имп. Акад. наук, 1913. — [2], 32 с.